# Manobidia
Manobidia es un género de escarabajos  de la familia Chrysomelidae. En 1934 Chen describió el género. Contiene las siguientes especies:
- Manobidia atra Medvedev, 1992
- Manobidia lankana Medvedev, 2001
- Manobidia major Kimoto, 2001
- Manobidia manilensis Medvedev, 1993
- Manobidia pallida Medvedev, 1993
- Manobidia puncticollis Medvedev, 1993